# Duatló
El duatló és una prova multiesportiva, variant del triatló, en què la primera prova d'aquest, natació, se substitueix per una cursa a peu. Així, el duatló es compon d'una cursa a peu de 10 km, una de ciclisme de 40 km, i una altra cursa a peu de 5 km.

## Duatló de muntanya
El duatló de muntanya (o Duatló Cros) és una modalitat esportiva, combinada i de resistència, a la qual l'atleta realitza dues disciplines en tres segments: cursa a peu, ciclisme i cursa a peu.Durant la competició, el cronòmetre no s'atura en cap moment. Els tres segments es disputen de forma alternativa, essent la primera prova a disputar una cursa a peu d'uns sis quilòmetres, seguida d'una transició cap a un recorregut d'uns vint quilòmetres en bicicleta de muntanya i finalitzant amb una nova transició cap a una nova cursa a peu d'uns tres quilòmetres (tot i que, segons la prova, aquestes distàncies poden patir petites variacions). La cursa a peu es realitza per qualsevol tipus de terreny i la prova de ciclisme és tot terreny. El duatló de muntanya, a nivell competitiu és competència de les diferents Federacions de Triatló, essent en el cas de Catalunya, la Federació Catalana de Triatló.